# Голубой дракон (кинопремия, 2024)
45-я церемония вручения кинопремии «Голубой дракон» (кор. 제45회 청룡영화상) — ежегодная южнокорейская церемония награждения, организованная «Sports Chosun» (дочерним брендом «Чосон ильбо»). Ведущими церемонии были Хан Джи Мин и Ли Джэ Хун. Церемония пройдёт 29 ноября 2024 года в KBS Hall в Ёыйдо, Сеул. Трансляция будет вестись в прямом эфире на каналах KBS2 и KBS YouTube. Номинанты в 15 категориях были объявлены 30 октября, фильм «Проклятие „Зов могилы“» получил 12 номинаций.

## Номинанты и лауреаты

#### Количество побед/номинаций
- 4/12: «Проклятие „Зов могилы“[англ.]»
- 3/10: «Сеульская весна[англ.]»
- 2/7: «Ветеран 2[англ.]»
- 2/2: «Любовь в большом городе», «Песни во сне»
- 0/7: «Красавчики[англ.]», «Побег[англ.]»
- 0/5: «Револьвер[англ.]»
- 0/4: «Страна чудес[англ.]»
- 0/3: «Прошлые жизни», «Победа[англ.]»
- 0/2: «Дом времён года», «Гражданка Док Хи[англ.]», «Потому что я ненавижу Корею[англ.]»

| Категория                         | Номинанты и лауреаты                                                 | Номинанты и лауреаты                                      |
| --------------------------------- | -------------------------------------------------------------------- | --------------------------------------------------------- |
| Лучший фильм                      | • Сеульская весна кор. 서울의 봄                                     | • Сеульская весна кор. 서울의 봄                          |
| Лучший фильм                      | • Ветеран 2 кор. 베테랑2                                             |                                                           |
| Лучший фильм                      | • Проклятие «Зов могилы» кор. 파묘                                   |                                                           |
| Лучший фильм                      | • Красавчики кор. 핸섬가이즈                                         |                                                           |
| Лучший фильм                      | • Прошлые жизни англ. Past Lives                                     |                                                           |
| Лучший режиссёр                   |                                                                      | • Чан Джэхён — «Проклятие «Зов могилы»»                   |
| Лучший режиссёр                   | • Ким Сонсу — «Сеульская весна»                                      |                                                           |
| Лучший режиссёр                   | • Ким Тхэён — «Страна чудес»                                         |                                                           |
| Лучший режиссёр                   | • Рю Сынван — «Ветеран 2»                                            |                                                           |
| Лучший режиссёр                   | • Ли Джонпиль — «Побег»                                              |                                                           |
| Лучшая мужская роль               |                                                                      | • Хван Чонмин — «Сеульская весна» (за роль Чон Ду Гвана)  |
| Лучшая мужская роль               | • Ли Сонмин — «Красавчики» (за роль Кан Чжэ Пиля)                    |                                                           |
| Лучшая мужская роль               | • Ли Джэ Хун — «Побег» (за роль Лим Гюнама)                          |                                                           |
| Лучшая мужская роль               | • Чон У Сон — «Сеульская весна» (за роль Ли Тхэ Шина)                |                                                           |
| Лучшая мужская роль               | • Чхве Мин Сик — «Проклятие «Зов могилы»» (за роль Ким Сан Дока)     |                                                           |
| Лучшая женская роль               |                                                                      | • Ким Гоын — «Проклятие «Зов могилы»» (за роль Ли Хварим) |
| Лучшая женская роль               | • Ко Асон — «Потому что я ненавижу Корею» (за роль Кё На)            |                                                           |
| Лучшая женская роль               | • Ра Миран — «Гражданка Док Хи» (за роль Док Хи)                     |                                                           |
| Лучшая женская роль               | • Чон Доён — «Револьвер» (за роль Ха Суён)                           |                                                           |
| Лучшая женская роль               | • Тан Вэй — «Страна чудес» (за роль Бай Ли)                          |                                                           |
| Лучшая мужская роль второго плана |                                                                      | • Чон Хэ Ин — «Ветеран 2» (за роль Пак Сону)              |
| Лучшая мужская роль второго плана | • Ку Гёкхван — «Побег»                                               |                                                           |
| Лучшая мужская роль второго плана | • Пак Хэджун — «Сеульская весна»                                     |                                                           |
| Лучшая мужская роль второго плана | • Ю Хэджин — «Проклятие «Зов могилы»»                                |                                                           |
| Лучшая мужская роль второго плана | • Ли Хиджун — «Красавчики»                                           |                                                           |
| Лучшая женская роль второго плана |                                                                      | • Ли Санхи — «Меня зовут Ли Киван»                        |
| Лучшая женская роль второго плана | • Кон Сынён — «Красавчики»                                           |                                                           |
| Лучшая женская роль второго плана | • Ём Херан — «Гражданка Док Хи»                                      |                                                           |
| Лучшая женская роль второго плана | • Лим Джиён — «Револьвер»                                            |                                                           |
| Лучшая женская роль второго плана | • Хан Сонхва — «Пилот»                                               |                                                           |
| Лучший актёр-новичок              |                                                                      | • Но Сан Хён — «Любовь в большом городе» (за роль Хын Су) |
| Лучший актёр-новичок              | • Кан Сын Хо — «Дом времён года»                                     |                                                           |
| Лучший актёр-новичок              | • Ли До Хён — «Проклятие «Зов могилы»»                               |                                                           |
| Лучший актёр-новичок              | • Ли Джонха — «Победа»                                               |                                                           |
| Лучший актёр-новичок              | • Чу Джонхёк — «Потому что я ненавижу Корею»                         |                                                           |
| Лучшая актриса-новичок            |                                                                      | • Пак Чухён — «Драйв»                                     |
| Лучшая актриса-новичок            | • Квон Юри — «Дельфин»                                               |                                                           |
| Лучшая актриса-новичок            | • Ли Джумён — «Пилот»                                                |                                                           |
| Лучшая актриса-новичок            | • Ли Хери — «Победа»                                                 |                                                           |
| Лучшая актриса-новичок            | • Ха Юнгён — «О моей дочери»                                         |                                                           |
| Лучший режиссёр-новичок           |                                                                      | • Чо Хёнчхоль — «Песни во сне»                            |
| Лучший режиссёр-новичок           | • Ким Сехви — «Я слежу за тобой»                                     |                                                           |
| Лучший режиссёр-новичок           | • Нам Донхёп — «Красавчики»                                          |                                                           |
| Лучший режиссёр-новичок           | • Селин Сон — «Прошлые жизни»                                        |                                                           |
| Лучший режиссёр-новичок           | • О Чжонмин — «Дом времён года»                                      |                                                           |
| Лучший сценарий                   | • Чон Миён и Чо Хёнчхоль — «Песни во сне»                            | • Чон Миён и Чо Хёнчхоль — «Песни во сне»                 |
| Лучший сценарий                   | • Хон Ин Пё, Хон Вон Чан, Ли Ён Джон, Ким Сон Су — «Сеульская весна» |                                                           |
| Лучший сценарий                   | • Чан Джэхён — «Проклятие «Зов могилы»»                              |                                                           |
| Лучший сценарий                   | • Селин Сон — «Прошлые жизни»                                        |                                                           |
| Лучший сценарий                   | • Нам Донхёп — «Красавчики»                                          |                                                           |
| Лучший монтаж                     |                                                                      | • Ким Сан Бом — «Сеульская весна»                         |
| Лучший монтаж                     | • Пэ Ён Тэ — «Ветеран 2»                                             |                                                           |
| Лучший монтаж                     | • Ли Кан Хи — «Побег»                                                |                                                           |
| Лучший монтаж                     | • Чон Бён Джин — «Проклятие «Зов могилы»»                            |                                                           |
| Лучший монтаж                     | • Ким Сон Мин — «Красавчики»                                         |                                                           |
| Лучшая музыка                     |                                                                      | • Primary — «Любовь в большом городе»                     |
| Лучшая музыка                     | • Чан Гиха — «Ветеран 2»                                             |                                                           |
| Лучшая музыка                     | • Ким Донук — «Победа»                                               |                                                           |
| Лучшая музыка                     | • Дальпаран — «Побег»                                                |                                                           |
| Лучшая музыка                     | • Ким Тхэсон — «Проклятие «Зов могилы»»                              |                                                           |
| Технические достижения            |                                                                      | • Ю Сан Соб (каскадёр) — «Ветеран 2»                      |
| Технические достижения            | • Чо Сан Гён (художник по костюмам) — «Револьвер»                    |                                                           |
| Технические достижения            | • Чон До Ан (спецэффекты) — «Сеульская весна»                        |                                                           |
| Технические достижения            | • Пак Бён Джу (визуальные эффекты) — «Страна чудес»                  |                                                           |
| Технические достижения            | • Ли Ын Джу (грим) — «Проклятие «Зов могилы»»                        |                                                           |
| Лучший короткометражный фильм     | • Юрим                                                               | • Юрим                                                    |
| Лучший короткометражный фильм     | • День «Д», пятница                                                  |                                                           |
| Лучший короткометражный фильм     | • Жить своей собственной жизнью                                      |                                                           |
| Лучший короткометражный фильм     | • Базилик и маргаритка                                               |                                                           |
| Лучший короткометражный фильм     | • В этом никто не виноват                                            |                                                           |
| Популярная звезда                 | • Ку Гёкхван                                                         | • Ку Гёкхван                                              |
| Популярная звезда                 | • Чон Хэ Ин                                                          |                                                           |
| Популярная звезда                 | • Лим Джиён                                                          |                                                           |
| Популярная звезда                 | • Тан Вэй                                                            |                                                           |
| Выбор зрителей                    | • Сеульская весна (1-е место)                                        | • Сеульская весна (1-е место)                             |
| Выбор зрителей                    | • Проклятие «Зов могилы» (2-е место)                                 |                                                           |
| Выбор зрителей                    | • Криминальный город: Возмездие (3-е место)                          |                                                           |
| Выбор зрителей                    | • Ветеран 2 (4-е место)                                              |                                                           |
| Выбор зрителей                    | • Пилот (5-е место)                                                  |                                                           |